# Glasba
Glásba ali múzika (grško μουσική τέχνη (mousike techne) - umetnost muz) je pojem, ki ga lahko razlagamo na več načinov. Pogosto je označen kot umetnost, oblika zabave ali nasprotje govora oziroma hrupa.
V grobem poznamo tri skupine definicij glasbe: prva označuje glasbo kot od okolja neodvisno, na primer »urejeno in oblikovano zaporedje tonov, zvenov in šumov«, druga kot pojem, odvisen od družbenega dojemanja nje same, tretja pa kot platonični ideal, ki ne izvira iz specifičnih dejavnikov, ampak iz višje resnice. Glasba je praviloma sestavljena s petja, inštrumenta, oponašanja zvokov ali ritma. 
Glasba je sprva bila medij, s katerim so olajšali pesnikov in pripovedovalcem ohranjanje tradicij in poetiko izročila prenašali otrokov na interaktiven način. Iz podobnih razlogov se hrani ljudske pesmi in izročila skozi petje in ples. Že antični Grki preučujejo tudi akustiko in glasbo z njihovo matematično vsebino, kar ostaja pomembno vezivo med umetnostjo in znanostjo. Glasbena teorija je izrazito napredovala v novem veku, ko se z iskanjem harmonij tako med glasovi kot inštrumenti, pa tudi vedno bolj rastočega orkestra kot operne zasedbe. Ob vedno bolj trdni glasbeni teoriji in znanju o petju, ritmih in vedno bolj jedrnati trgu namenjeni glasbi se glasba izrazito prilagaja okusu množic in trendom.   
Glasbo ustvarjajo skladatelji, poustvarjajo pa glasbeniki. Ti jo izvabljajo iz glasbil, ustvarjajo z lastnim glasom ali pa glasbo elektronska glasbila proizvajajo glede na postavljena pravila. Glasba lahko nastane tudi kot mešanje obstoječih glasbenih del, kot to počnejo DJ-ji in elektronski umetniki z raznimi vzorčevalniki (samplerji). Zvok nastane ob tresenju (nihanju) prožnega telesa. Če so tresljaji enakomerni,nastanejo zvoki z določljivo višino, ki jih imenujemo toni. Če so pa tresljaji neenakomerni, nastanejo zvoki z nedoločljivo tonsko višino; imenujemo jih šumi.
Glasba se po nekaterih definicijah od nekega naključnega zaporedja not loči po svoji premišljenosti: note so ritmično razporejene in urejene v melodijo, ki je podprta s harmonijami. Praviloma je všečna človeškemu ušesu.
Zaradi širokih možnosti dojemanja glasbe jo lahko preučujemo na veliko načinov: s študijem akustike, glasbene teorije, učenjem instrumenta oz. solopetja, muzikologije, etnomuzikologije ali glasbene zgodovine.
Glasbilo, inštrument glasbe, je predloženo glasbeniku, ki ima z notnim zapisov označeno glasbo, ki jo interpretira po označbah skladatelja, delno pa po navodilih dirigenta ali po svoji volji. Tako izvedena glasba se ocenjuje, doživlja, predvsem pa je namenjena ušesom kot umetniški presežek. 
Zaradi vpetosti glasbe v siceršnji razvoj glasbene teorije je klasična glasba pomemben del glasbenega izobraževanja. A že v tedanjem času so poznali bolj ekonomične rešitve tako nastopanja kot uprizarjanja takšne glasbe. Predvsem komorna glasba z poenostavljeno glasbeno zasedbo ali uvedba klavirja, ki bi nadomeščal harmonije, so omogočali glasbene užitke brez nenehnega plačevanja vrhunskih interpretov. Z nastopom opere, kjer se glasba močno poveže z gledališko tradicijo, ki je imela ves čas še močnejše sledilce, postane glasbenik vedno bolj tudi zvezda. Po prvi svetovni vojni glasba postane še bolj povezana s spektaklom radia, po drugi svetovni vojni ob še bolj razširjeni medijski pokrajini pa kultura upora s rock'n'rollom postane izrazito povezana z nastopanjem mladih skupin z omejenim številom glasbil, ni nujno dobrim znanjem glasbe, a svežimi idejami in karizmo. Glasbene smeri so šle tako predvsem v raznolikost in enakovrednost, kar je glasbo napravilo predvsem kot kulturno bogastvo.

## Svetovni dan glasbe
Svetovni dan glasbe, 1. oktober, je razglasil Mednarodni glasbeni svet (IMC), ki velja za posvetovalno telo Unesca. Prvič so ga obeležili leta 1975, pobudo zanj pa je dal violinist in dirigent Yehudi Menuhin. Namen obeleževanja dneva glasbe je predvsem promocija glasbene umetnosti. 